# 西田隆一
西田 隆一（にしだ りゅういち、1963年 - ）は、日本のテレビディレクターで演出家、映像監督、放送作家、副音声作家。株式会社プロデュース24のメディア事業部、Ｎ-プロに所属。テレビ番組や企業プロモーション、イベント映像など、その演出作品は多数。また、視覚障害者の為の副音声作家としても活動。劇場映画の副音声を数多く手掛ける。

## 経歴
東京生まれ。高校＆大学在学中は、落語研究会にて学内外を問わず活躍。大学卒業後、放送番組・ビデオ制作の現場を経て演出家となる。
1990年頃より、フリーの映像監督として活動を開始。映画・テレビ番組・企業VP・イベント映像・各種プロモーションビデオなど数多くの映像作品の企画、脚本、及び、演出（監督）を手がけている。
2000年より、副音声作家兼監督としても活動中。

## 作品
主に情報番組、広報番組、ドキュメンタリーを多く手がける。副音声作品としては、劇場用映画や児童向け番組が多い。